# Atrichobrunettia amazonensis
Atrichobrunettia amazonensis är en tvåvingeart som beskrevs av Freddy Bravo 2006. Atrichobrunettia amazonensis ingår i släktet Atrichobrunettia och familjen fjärilsmyggor. Inga underarter finns listade i Catalogue of Life.